# Панна-котта
Па́нна-ко́тта (итал. panna cotta — «варёные сливки») — североитальянский десерт из сливок, сахара, желатина и ванили.
Родиной десерта является итальянский Пьемонт. Дословный перевод этого лакомства с итальянского языка звучит как «варёные сливки», однако это скорее сливочный пудинг или просто сливочное желе с добавлением разных ингредиентов.
Для приготовления блюда сливки с сахаром и ванилью нагреваются и варятся на слабом огне 15 минут. К массе добавляется желатин, затем смесь разливают в формы, после остывания выкладывают из формы на тарелки. Панна-котта подаётся небольшими порциями с фруктовыми соусами и кусочками фруктов или ягодами, а также шоколадным или карамельным соусом. Традиционная панна-котта имеет белый цвет.

## История
Ранее в этом блюде использовались варёные рыбьи кости вместо желатина и не добавлялся сахар, так как он был дорог.
Несколько аналогичных версий этого блюда можно найти в Греции, Франции и Финляндии. Например, баварский крем из молока и сливок с добавлением желатина по рецепту очень похож на панна-котту. Бланманже также холодный десерт с желатином или варёными костями рыбы, иногда с крахмалом.

## Подача
Панна-котту часто подают с ягодным, карамельным или шоколадным соусом. Также можно покрыть фруктами или ликёрами.